# Elliot Stuart
Elliot Stuart es un deportista británico que compitió en bádminton para Inglaterra, en las modalidades de dobles y dobles mixto. Ganó dos medallas de plata en el Campeonato Europeo de Bádminton en los años 1972 y 1974.

## Palmarés internacional
| Representando a Inglaterra |                     |                  |              |
| Campeonato Europeo         |                     |                  |              |
| Año                        | Lugar               | Medalla          | Prueba       |
| 1972                       | Karlskrona (Suecia) | Medalla de plata | Dobles       |
| 1974                       | Viena (Austria)     | Medalla de plata | Dobles mixto |